# Джером Блейк
Джером Блейк (на английски: Jerome Blake) e канадски спринтьор. Като част от канадския отбор в шафетата 4×100 m той е златен медалист от олимпиадата в Париж (2024 г.) и сребърен медалист от олимпиадата в Токио (2021 г.). Блейк е и световен шампион в шафетата 4×100 m от 2022 г.

## Биография
Блейк е роден на 18 август 1995 г. в Бъф Бей, Ямайка, където започва спортната си кариера с бягане с препятствия на 400 м. През 2013 г. семейството му се мести в Канада, а от 2018 г. е канадски гражданин и представлява страната на международни състезания.